# سوق الخميس (يريم)

تعديل مصدري - تعديل

سوق الخميس هي إحدى قرى عزلة بني عمر بمديرية يريم التابعة لمحافظة إب، بلغ تعداد سكانها 81 نسمة حسب تعداد اليمن لعام 2004.